# Tjärnsjön (Folkärna socken, Dalarna)
Tjärnsjön är en sjö i Avesta kommun i Dalarna och ingår i Dalälvens huvudavrinningsområde.